# Franz Xaver Lang (Politiker)

Franz Xaver Lang

Franz Xaver Lang (* 7. April 1867 in Hausen, Gemeinde Honsolgen, jetzt zu Buchloe; † 15. September 1934 in München) war ein deutscher Landwirt und Politiker (BVP).

## Leben und Wirken
Lang wurde 1867 als Sohn eines bayerischen Bauern geboren. Er wuchs auf einem Landgut auf, das seit 1792 im Besitz seiner Familie war. Von 1873 bis 1880 besuchte er die Volksschule in Honsolgen. Im Anschluss daran besuchte er die Feiertagsschule, ebenfalls in Honsolgen, bevor er 1891 den Hof seiner Eltern übernahm. 1896 gründete Lang den Raiffeisen-Verein und 1897 den Christlichen Bauernverein in der Pfarrei und Gemeinde Honsolgen und Hausen. 1898 wurde Lang Zweiter und 1904 Erster Vorsitzender des Christlichen Bauernvereins von Schwaben und Neuburg.
Seit 1900 amtierte er als Ortspfleger in Hausen. 1907 wurde Lang erstmals in der Zweiten Kammer des Bayerischen Landtags gewählt, dem er in der Folge bis 1920 angehörte. 
Nach dem Ersten Weltkrieg trat Lang in die Bayerische Volkspartei ein. Von 1920 bis 1932 war er als Abgeordneter der Bayerischen Volkspartei (BVP) Mitglied des Reichstags in Berlin für den Wahlkreis 27 (Oberbayern-Schwaben). Im Mai 1930 übergab Lang die Bewirtschaftung seines Gutes in Hausen an seinen Sohn um sich als Landwirt aufs Altenteil in Honsolgen zurückzuziehen. Sein Reichstagsmandat übte er ungeachtet dessen noch bis 1932 aus.
Daneben übernahm der als konservativ geltende Lang eine lange Reihe von öffentlichen und privatrechtlichen Stellen und Ehrenämtern. So war er seit 1920 Präsident des Bayerischen Christlichen Bauernvereins. Außerdem war er Mitglied des Beirates der Flurbereinigung im Bayerischen Landwirtschaftsministerium und Mitglied im Spruchausschuss des Flurbereinigungsamtes München. Des Weiteren Mitglied der Bayerischen Landesbauernkammer, des Bayerischen Landwirtschaftsrates, des Landwirtschaftlichen Bezirksausschusses Buchloe und des Deutschen Landwirtschaftsrates in Berlin. Ferner war er Vorstandsmitglied der Deutschen Bauernvereinigung in Berlin und Mitglied des Beirates im Reichsmonopolamt für Branntwein in Berlin sowie Mitglied des Reichsdüngerausschusses im Reichsministerium für Ernährung und Landwirtschaft in Berlin und stellvertretendes Mitglied des Verwaltungsrates der Reichspost. Hinzu kamen Tätigkeiten für die Landwirtschaftliche Arbeitsvermittlung, im Vorstand des Landwirtschaftsrates für die heimische Landwirtschaft, Mitbegründer und seit 1904 Vorsitzender des Pferdeversicherungsvereins Buchloe sowie Mitglied des Landesausschusses Bayerischen Pferde- und Viehversicherungsanstalt.